# Плотавское сельское поселение (Корочанский район)
Плота́вское се́льское поселе́ние — муниципальное образование в Корочанском районе Белгородской области.
Административный центр — село Плотавец.

## История
Плотавское сельское поселение образовано 20 декабря 2004 года в соответствии с Законом Белгородской области № 159.

## Население
| 2010 | 2011 | 2012 | 2013 | 2014 | 2015 | 2016 | 2017 | 2018 |
| ---- | ---- | ---- | ---- | ---- | ---- | ---- | ---- | ---- |
| 722  | ↘721 | ↘712 | ↘701 | ↘690 | ↘676 | ↘666 | ↘659 | ↘639 |
| 2019 | 2020 | 2021 |      |      |      |      |      |      |
| ↘619 | ↘615 | ↘506 |      |      |      |      |      |      |

## Состав сельского поселения
| № | Населённый пункт | Тип населённого пункта       | Население |
| - | ---------------- | ---------------------------- | --------- |
| 1 | Белый Колодец    | село                         | ↘217      |
| 2 | Дубовая Балка    | хутор                        | ↘0        |
| 3 | Ивановка         | хутор                        | ↘38       |
| 4 | Плотавец         | село, административный центр | ↘449      |
| 5 | Шлях             | хутор                        | ↗18       |